# Thelcticopis pestai
Thelcticopis pestai là một loài nhện trong họ Sparassidae.
Loài này thuộc chi Thelcticopis. Thelcticopis pestai được Eduard Reimoser miêu tả năm 1939.